# 詹姆斯·赫里克
詹姆斯·赫里克（英語：James Bryan Herrick，1861年8月11日—1954年3月7日），美国醫生和醫學教授，在芝加哥行醫和授課。他是鐮刀型紅血球疾病的發現者和最早發現心肌梗死症状的醫生之一。